# Copas (Grecia)

Mapa de ciudades de la antigua Beocia. Copas se situaba en la orilla del lago Copais, en el norte.

Copas (en griego, Κῷπαί, cuyo significado es remos) es el nombre de una antigua ciudad griega de Beocia, que fue mencionada por Homero en el Catálogo de las naves de la Ilíada.
Tucídides la menciona entre las ciudades que enviaron soldados beocios contra los atenienses bajo el mando de Pagondas y combatieron en la batalla de Delio el año 424 a. C.
En el año 395 a. C. estaba unida con Acrefias y Queronea formando uno de los distritos que suministraba magistrados a la Liga Beocia. Entre las tres ciudades proporcionaban un beotarca.
Según Estrabón, se encontraba en la ribera de la parte norte del lago Copaide, en una zona donde se había formado un canal subterráneo. El nombre del lago, según el geógrafo, procede del de la ciudad. Se la sitúa en el lugar donde está la localidad de Kastro, anteriormente llamada Topolia.